# Gabriele Seyfert
Gabriele Seyfert (n. 23 noiembrie 1948, Chemnitz, Germania) împreună cu Emmerich Danzer, sau Katarina Witt, face parte din grupa patinatorilor de elită din RDG. Printre rezultatele ei la patinaj artistic individual, se numără titlul de campioană mondială în anii 1969 și 1970, campioană europeană în anii 1967, 1969 și 1970, ca și desemnarea ei ca Sportivul anului în RDG.